# Séleucie (thème)
Pour les articles homonymes, voir Séleucie.

Les thèmes en Asie Mineure vers 950.

Le thème de Séleucie (en grec : θέμα Σελευκείας) est un thème byzantin (province civile et militaire) situé sur la côte sud de l'Asie Mineure et dont la capitale se situe à Séleucie (aujourd'hui Silifke).

## Histoire

Les thèmes de l'Empire byzantin à la mort de Basile II en 1025.

Lors de l'Antiquité tardive, le port de Séleucie est la cité principale de la province d'Isaurie. Elle est le siège du comes d'Isaurie, c'est-à-dire du gouverneur de la province. Au VIIIe siècle, la Séleucie est mentionnée comme une région d'abord dirigée par un turmarche (dirigeant d'une turme, une division d'un thème) puis par un drongaire soumis à l'autorité du thème naval des Cibyrrhéotes,. Au début du IXe siècle, la Séleucie devient une petite kleisoura, c'est-à-dire une province frontalière fortifiée située entre les thèmes des Cibyrrhéotes, des Anatoliques, de Cappadoce et les territoires de Cilicie appartenant aux Abbassides le long de la rivière Lamos,. Selon les géographes arabes Qudama Ibn Jaafar et Ibn Khordadbeh, la kleisoura comprend au IXe siècle la ville de Séleucie comme capitale ainsi que 10 forteresses et une armée de 5 000 hommes dont 500 cavaliers,.
La kleisoura devient un thème à part entière durant le règne de Romain Ier Lécapène, probablement vers 927-934,,. Selon le De Thematibus de Constantin VII Porphyrogénète, le thème est divisé en deux commandements, un pour l'arrière-pays et un autre pour la côte. 
La région tombe aux mains des Seldjoukides après la bataille de Manzikert en 1071. À cette époque, les régions montagneuses composant l'intérieur des terres sont principalement habitées par des Arméniens installés ici lors du siècle précédent. Les Byzantins reprennent le contrôle de la région vers 1099-1100 et fortifient à nouveau Séleucie et Korikos. Séleucie devient le siège d'un gouverneur militaire byzantin (un doux). La région reste une province byzantine jusque vers 1180 quand elle est conquise par les Arméniens de Cilicie,.